# Une vierge chez les morts-vivants
Pour plus de détails, voir Fiche technique et Distribution.
Une vierge chez les morts-vivants ou Christina, princesse de l'érotisme (Une virgen en casa de los muertos vivientes) est un film fantastique érotique écrit et réalisé par Jesús Franco (crédité Jess Franco), sorti en 1973.

## Synopsis
Jeune fille solitaire, Christina a vécu toute son enfance et son adolescence loin de sa famille qu'elle connait peu, dans un collège londonien. Lorsque son père décède, elle est appelée pour l'ouverture du testament. Une fois arrivée au Honduras britannique, dans une propriété située au fond de la vallée de Montserrat, l'atmosphère semble être pesante. Un handicapé mental, l'étrange Basilio, la conduit dans la luxueuse demeure de son père défunt. Alors que les habitants de la région prétendent qu'elle est désormais inhabitée, Christina est frappée par l'attitude bizarre des membres de sa famille : l'oncle Howard, la tante Abigail, sa cousine Carmencé et l'homme à tout faire Basilio. Sa belle-mère Herminia, seconde épouse de son père, décède peu après son arrivée, non sans avoir conseillé à la jeune fille de fuir le plus rapidement possible.
Chaque nuit, Christina est hantée par de terribles cauchemars et, bien vite, elle se demande si les événements mystérieux auxquels elle se trouve mêlée sont issus de son imagination ou de la réalité. Elle croit notamment voir son père pendu dans la forêt, son propre sacrifice ou sa cousine couchant avec une jeune aveugle avant de boire son sang. Son père lui apparaît à plusieurs reprises pour lui dire également de partir de son manoir. Pourtant, elle comprend que sa famille est entièrement morte et que ses proches, assouvis à la Reine des ténèbres, sont des morts-vivants. Ils ne pourront que trouver le repos le jour de la mort du dernier descendant de la famille : Christina elle-même...

## Fiche technique
- Titre original : Une virgen en casa de los muertos vivientes
- Titre français : Une vierge chez les morts-vivants
- Titre alternatif : Christina, princesse de l'érotisme (sortie vidéo)
- Réalisation et scénario : Jesús Franco (crédité comme Jess Franco)
- Montage : Josyane Gibert (créditée comme Pierre Bellair)
- Musique : Bruno Nicolai et Jesús Franco
- Photographie : José Climent
- Production :  Marius Lesoeur, Karl Heinz Mannchen et Robert de Nesle
- Sociétés de production et distribution :  CFFP (France), J.K Films et Prodif Ets (Liechtenstein)
- Pays :  Belgique,  France,  Italie et  Liechtenstein
- Langue originale : espagnol
- Format : couleur
- Genre : Horreur, fantastique et érotique
- Durée : 78 minutes
- Dates de sortie : 
  -  France : 15 novembre 1973
  -  Italie : 26 octobre 1978
  -  Espagne : 6 juillet 1981

## Distribution
- Christina von Blanc : Christina Benton (créditée comme Cristine von Blanc)
- Carmen Yazalde : Carmencé (créditée comme Britt Nickols)
- Rosa Palomar : tante Abigail
- Anne Libert : la Reine de la nuit
- Howard Vernon : oncle Howard
- Jesús Franco : Basilio (crédité comme Jesus Manera)
- Paul Müller  : Ernesto Pablo Reiner, le père de Christina
- Nadine Pascal : (non créditée)
- Alice Arno : la princesse de l'érotisme (non créditée)
- Nicole Guettard : le docteur (non créditée)
- Linda Hastreiter : la fille aveugle (non créditée)